# Jabe
Le Jabe, ou Dzhabe, est une race de chevaux à viande de l'ouest du Kazakhstan, variété plus lourde du cheval kazakh. Mesurant environ 1,40 m, elle est élevée en taboun à l'extérieur toute l'année, et présente une fertilité remarquable. Le Jabe a influencé la plupart des chevaux de taboun destinés à la production hippophagique, par croisement.

## Description

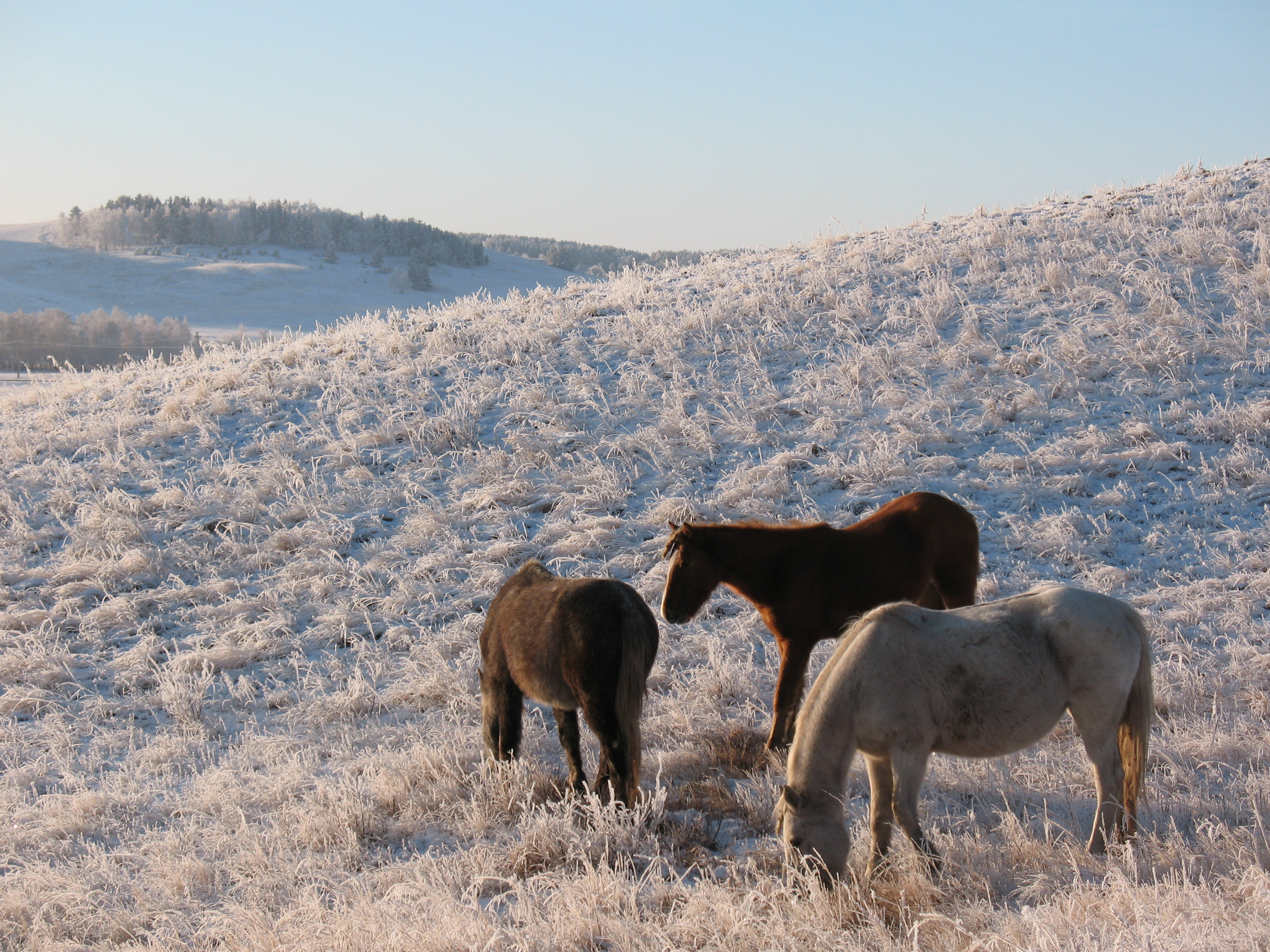
Taboune au Kazakhstan, en hiver. La race des chevaux n'est pas connue.

Il s'agit d'une variété plus lourde du cheval kazakh, bien qu'il reste léger de modèle. La tête est proportionnelle au corps, avec une musculature bien développée au niveau de la mâchoire, et un front large. Les oreilles sont de petite taille, l'encolure est de taille moyenne, faible chez certains sujets. Le garrot est musclé, généralement bas, le dos est droit et large, les reins sont bien musclés. La poitrine est large et profonde, avec des côtes rondes. L'omoplate est courte et bien construite. Le croupe est courte. La taille va de 1,40 m à 1,43 m. Ces chevaux sont traditionnellement élevés en tabounes et résistent aux conditions climatiques difficiles. La fertilité des juments est excellente, atteignant 95 % voire davantage.

## Utilisations

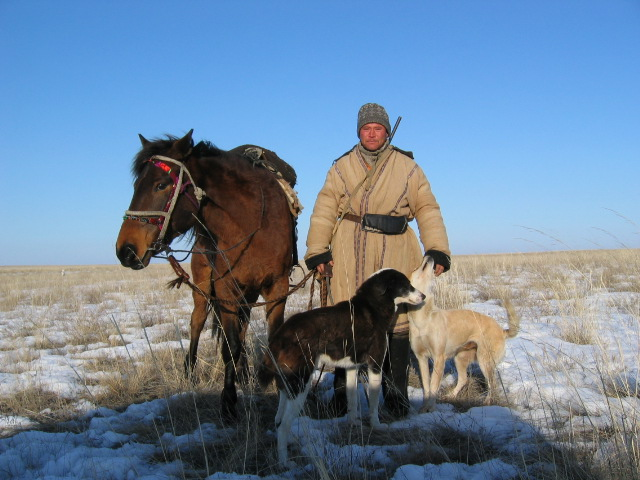
Berger kazakh dans l'Ouest du Kazakhstan (la race de la monture n'est pas connue).

C'est une race à viande, réputée pour la haute qualité de sa production de viande tendre, goûtue et juteuse. Le poids de la carcasse est d'environ 230 kg. Le Jabe est énormément utilisé en croisement dans l'ex-URSS pour améliorer la production de viande des chevaux de taboun. La race est également sélectionnée sur sa production laitière. Le rendement laitier par lactation est de 15 à 20 kg, pendant une durée de 60 à 90 jours.
Le Nouvel Altaï est utilisé en croisement avec le Jabe depuis 2006, dans l'oblys de Pavlodar, pour améliorer la productivité de ce dernier. Ce croisement a donné des hybrides Jabe-Nouvel Altaï, dont la productivité laitière et bouchère a augmenté.

## Diffusion de l'élevage
La race est surtout élevée dans l'Ouest du Kazakhstan, mais du fait des exportations, elle s'adapte à une zone géographique bien plus vaste, allant de la mer d'Aral jusqu'au Nord de la Yakoutie. L'étude menée par l'Université d'Uppsala pour la FAO et publiée en août 2010 signale le Jabe comme une race locale dont le niveau de menace est inconnu.